# Walter Connolly
Walter Connolly (ur. 8 kwietnia 1887 w Cincinnati, zm. 28 maja 1940 w Beverly Hills) – amerykański aktor.

## Filmografia
- 1933: Arystokracja podziemi
- 1934: Ich noce
- 1936: Romantyczna pułapka
- 1937: Ziemia błogosławiona
- 1939: Dziewczyna z Piątej Alei